# 1955-ös Le Mans-i autóverseny-baleset
Az 1955-ös Le Mans-i versenybaleset, gyakori szóhasználattal az 1955-ös Le Mans-i katasztrófa vagy szerencsétlenség az autóversenyzés történetének legtöbb halálos áldozatot követelő balesete, amely a Le Mans-i 24 órás autóversenyen történt, 1955. június 11-én, a franciaországi Le Mans versenypályáján. A tragikus baleset a hivatalos jelentés szerint 84 halálos áldozatot követelt és 120-an sérültek meg – más források még több áldozatról tudnak. A balesetben a kor biztonsági hiányosságai és a pálya elavult állapota, a korszak gyors versenyautóinak eltérő műszaki fejlettsége, a megfelelő jelzések hiánya és vezetői hiányosságok is közrejátszottak. Az akkor már több évtizedes múltra visszatekintő versenyt a rendkívül súlyos baleset ellenére nem szakították meg, arra hivatkozva, hogy a pályát elhagyó nézők tömege a mentők munkáját akadályozta volna a kialakuló forgalmi dugó miatt.

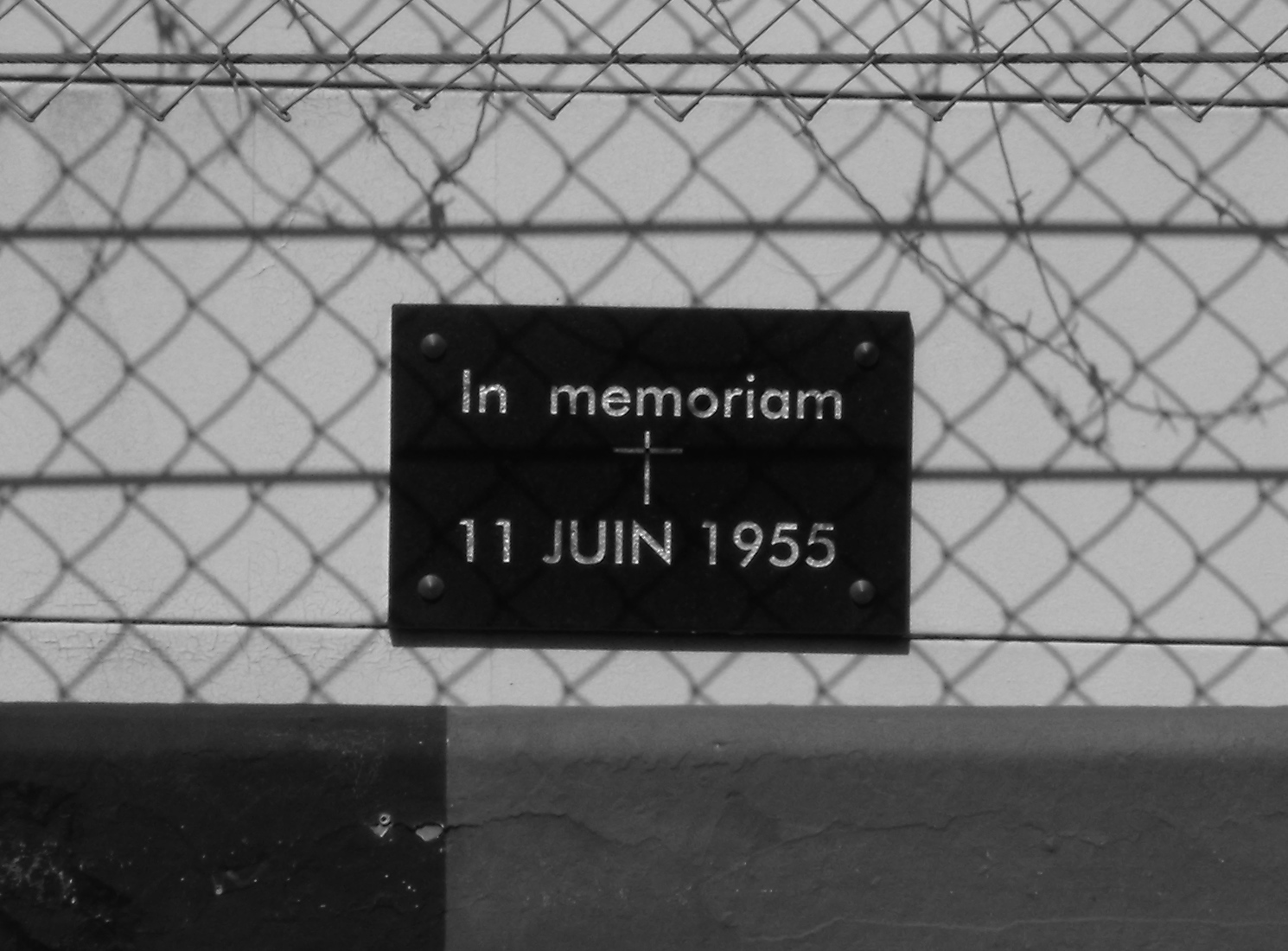
Emléktábla a baleset helyszínén, 2009-ben – a helyszínen semmi más nem emlékeztet a történtekre

A baleset közvetlen résztvevői Mike Hawthorn (Jaguar), Lance Macklin (Austin-Healey), Pierre Levegh (Mercedes) és Juan Manuel Fangio (Mercedes) voltak – közülük Levegh a helyszínen életét vesztette. Az eseményeket követő vizsgálatok során és a sajtóban szinte mindegyiküket felelősnek tartották, később az az általános vélemény alakult ki, hogy Levegh volt a baleset okozója. Talán az is közrejátszott ebben, hogy ő már nem tudta megvédeni magát. A hivatalos vizsgálat végén viszont senkit nem vontak felelősségre, szokványos versenybalesetnek minősítve az esetet. Kiemelték azonban, hogy a tragédia a pálya műszaki állapota, elavult volta és súlyos biztonsági hiányossága révén következett be.
A tragédia súlyos következményekkel járt: több országban hosszabb-rövidebb időre teljesen betiltották a pályaversenyzést, és ez a tilalom Svájcban egészen 2022-ig érvényes volt. A Mercedes gyári csapata több mint harminc évre felhagyott az autóversenyekkel. A Le Mans-i pályát jelentős mértékben átépítették, a biztonsági feltételek is szigorodtak. Az áldozatokra ma csak egy kis emléktábla emlékeztet a helyszínen.

## Az előzmények
Az 1955-ös versenyévad rendkívül izgalmasnak ígérkezett. A pályákon olyan, már akkor is nagy névnek számító versenyzők küzdöttek egymással, mint Alberto Ascari (aki pár héttel a tragédia előtt, május 26-án veszítette életét Monzában egy Ferrari-tesztelésen), A Mester Fangio és Le Mans-i váltótársa, a sportszerűségéről elhíresült úriember Stirling Moss, vagy az angolok különc fenegyereke Mike Hawthorn és csapattársa Ivor Bueb, az autóversenyzés mellett jégkorongban és teniszben is kiváló Pierre Levegh, és a versenyben őt váltó amerikai John Fitch, Peter Collins, Dickie Stoop, a belga Paul Frère, Briggs Cunningham(en), A Lotust alapító Colin Chapman, Ken Miles, vagy a német Karl Kling(de), akit Le Mans-ban a francia André Simon váltott a harmadik Mercedesben. A pályákon kultikus gépekkel mérték össze a tudásukat a versenyzők: Ferrari, Maserati, Jaguar D-Type(en), Aston Martin, Porsche, és a legyőzhetetlennek tűnő Mercedes 300 SLR(en). A csapatokat korábbi versenyzők irányították, akik a 30-as évek akkoriban nagyra tartott hőskorában szereztek maguknak nagy nevet, mint „Lofty” England(en), Alfred Neubauer(de), Donald Healey(en). A kocsikon még nem szponzorfeliratok virítottak, hanem szó szerint egyes nemzetek színeiben versenyeztek: az olaszok Rosso Corsa pirosában, az angolok a British Racing Green sötét zöldjében, a franciák a Bleu de France kékjében, a németek pedig ezüst színben, amelyről a korszak nagy hírnévnek örvendő Mercedes versenyautói a „Silberpfeil” („Ezüst Nyíl”) becenevet kapták.
A nemzeti tudat áthatotta a versenyeket is, és a világháború közelsége még tíz évvel annak vége után is kihatott egyes versenyzők hozzáállására. Mike Hawthorn jellemző példája volt ennek: a brit mindent teljes szívből utált, ami német, és bármire képes lett volna, hogy a Mercedes sikereinek gátat vessen. Klinget egész egyszerűen lenácizta, mivel az a háború alatt a Luftwaffe szerelője volt. Még négy évvel későbbi halálát is ez a németgyűlölet okozta, amikor Merc-eater (kb. Mercizabáló) névre keresztelt, erősen módosított Jaguarjával a Rob Walker(en) által vezetett Mercedes 300 SL(de) sportkocsival került alkalmi közúti csatába, és Guilford mellett balesetet szenvedett. A Jaguar csapat egyébként éppen a németgyűlöletére építve szerződtette a szőke playboyt. Csapattársai között egy sem volt, aki felért volna 1958 Formula–1-es világbajnokához. A szerepe egyértelműen az volt, hogy az Ezüst Nyilak versenyét meghiúsítsa, és megpróbálja hibára kényszeríteni őket. Amíg Hawthorn a pályán volt, sorra dőltek meg a körrekordok, annak ellenére, hogy egy hosszútávú megbízhatósági verseny kezdeti szakaszán ez teljesen indokolatlan, ilyenkor még inkább vigyázni szoktak „a technikára”. Hawthorn persze emberére talált Fangio személyében, akik készségesen belement ebbe a valójában korai, és így értelmetlen adok-kapok jellegű versengésbe. Az élen folyamatosan váltogatták egymást, külön sprintversenyt rendezve a többi, akár sokkal lassabb autó között.
A Mercedes-Benz a Le Mans-i viadalra valóságos „All Star” csapatot szerződtetett az elérhető legjobb versenyzőkkel. A 19-es rajtszámú Ezüst Nyíl Levegh és Fitch, a 20-as Fangio és Moss, a 21-es Kling és Simon párosával indult. (Egyes források a Levegh–Fitch-párosnak a 20-as, a Fangio–Moss-párosnak a 19-es rajtszámot tulajdonítják, talán Fitch visszaemlékezése nyomán. A versenyen készült fénykép- és filmfelvételek ezt nem támasztják alá.) A korábban főleg Talbottal versenyző Levegh úgy került a német autógyár csúcsmodelljébe, hogy korábbi eredményei a lényegesen gyengébb autókkal is igen figyelemre méltóak voltak, és a két francia, Le Mans-i viszonylatban hazai versenyző a cég iránti háborús ellenérzéseket is csillapítani volt hivatott. Juan Manuel Fangio és Stirling Moss technikai tudásban olyan erőt jelentett egyetlen autó volánja mögött, ami ellen számításaik szerint a Jaguar még Mike Hawthorn zseniális és szélsőségesen kockázatvállaló vezetésével sem vehette fel a versenyt.
Mire a Le Mans-i versenyre sor került, már lezajlott a Formula–1 Monacói Nagydíj, ahol Ascari a tengerbe zuhant kocsijával, és Moss Denis Jenkinsonnal(en) az oldalán megnyerte a Mille Migliát(it), ahol Fangio második lett, és a többi futamon is látványos eredményeket ért el a Mercedes sztárokat felsorakoztató csapata és a W196(de), annak kétüléses, „Monza”-karosszériás túraautó-változata, illetve az abból származtatott 300 SLR (W196S).

### Az autók

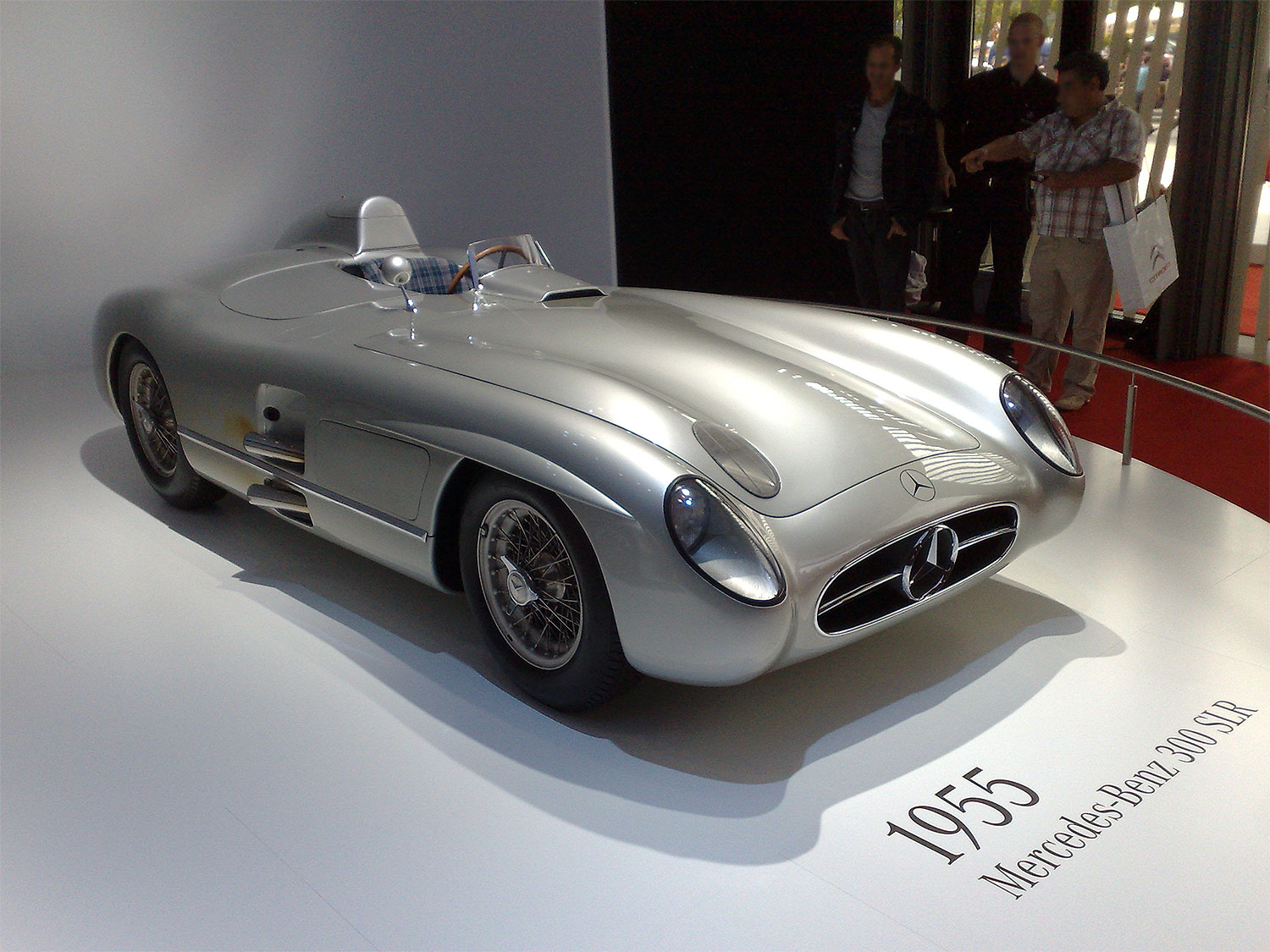
Mercedes-Benz 300 SLR: ilyen volt Fangio és Levegh versenyautója

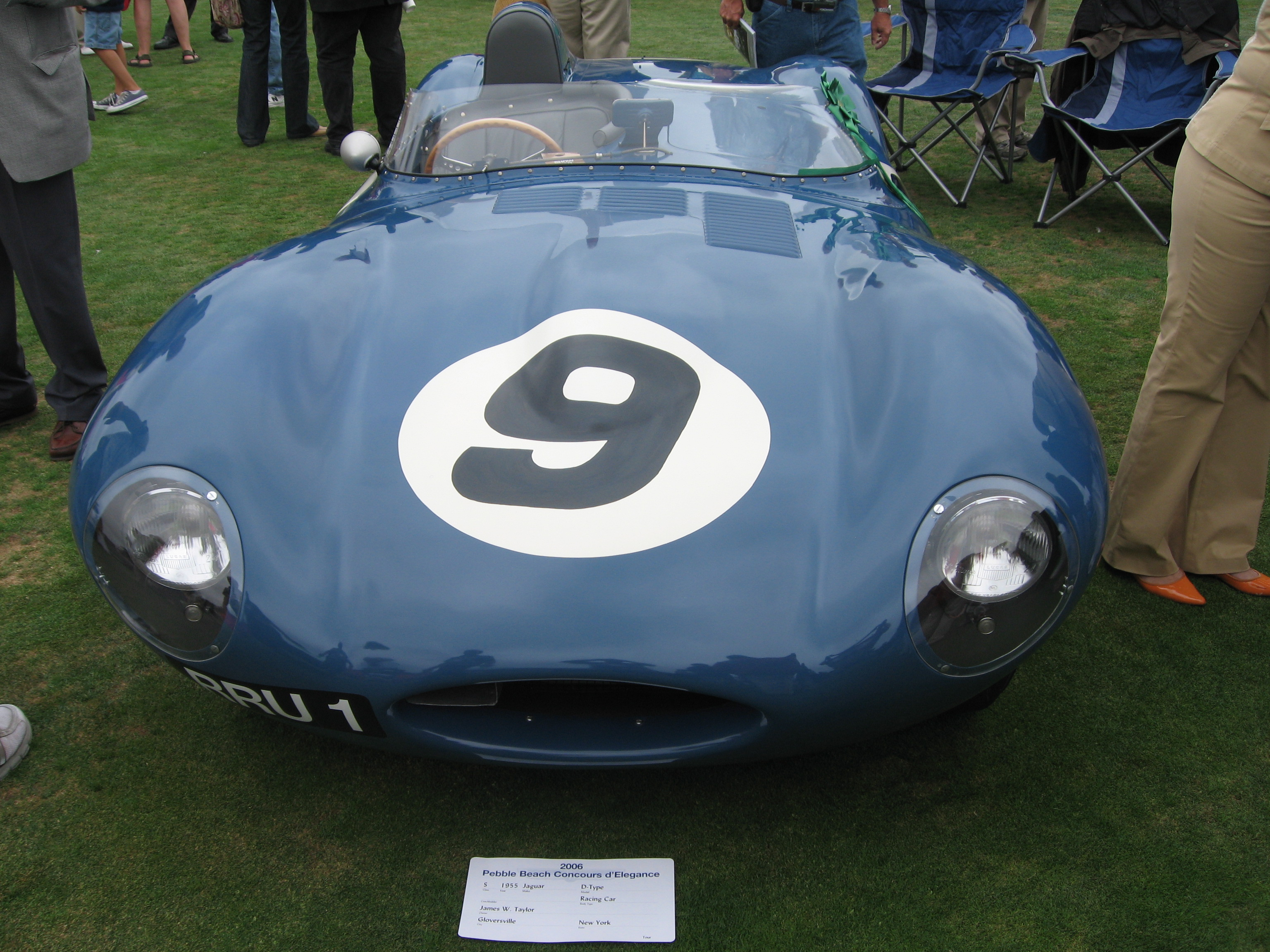
Jaguar D-type: ilyen volt Hawthorn versenyautója

Az ötvenes évek közepének versenyautói veszedelmesen gyors, a kor műszaki színvonalának legjavát bemutató gépek voltak, és a fejlesztések között számos olyan kísérleti megoldást felvonultattak, amelyek a későbbiekben az autóiparban, vagy akár más területeken is alapvető újításként jelentek meg. A Jaguar D-type és a Mercedes 300 SLR a technika csúcsát képviselte, áramvonalas burkolatuk a mai napig is szemet gyönyörködtető. A Jaguar különlegessége a nagy végsebesség mellett a tárcsafék volt, amely sokkal hatékonyabb fékezést tett lehetővé. A nagy vetélytárs Mercedes dobfékei nem biztosíthattak olyan lassulást, amit a német mérnökök a repülőgépektől kölcsönzött megoldással ellensúlyoztak. A repülők törzsféklapjához hasonló áramlásrontó elem kapott helyet a versenyautó ülése mögött, amely erőteljes fékezéskor kinyílt, mint egy előrefelé nyíló csomagtartó fedél, és hatékonyan lassította a járművet. A nagyméretű motorok ekkor még jelentős súlyt képviseltek, amit azzal próbáltak meg ellensúlyozni, hogy a karosszériát igyekeztek a lehető legkönnyebbre építeni. Ezért a Mercedes alvázként csővázbölcsőt épített a motor köré, amit különlegesen könnyű, nagy magnéziumtartalmú és ettől igen tűzveszélyes ötvözettel, úgynevezett Elektronnal burkolt. Ezek az autók a 300 km/h sebességet is könnyedén elérték a pálya híres-hírhedt Mulsanne-egyenesében – egy olyan pályán, ami évtizedekkel azelőtt legfeljebb 100 km/h sebességre képes versenyautók számára épült.

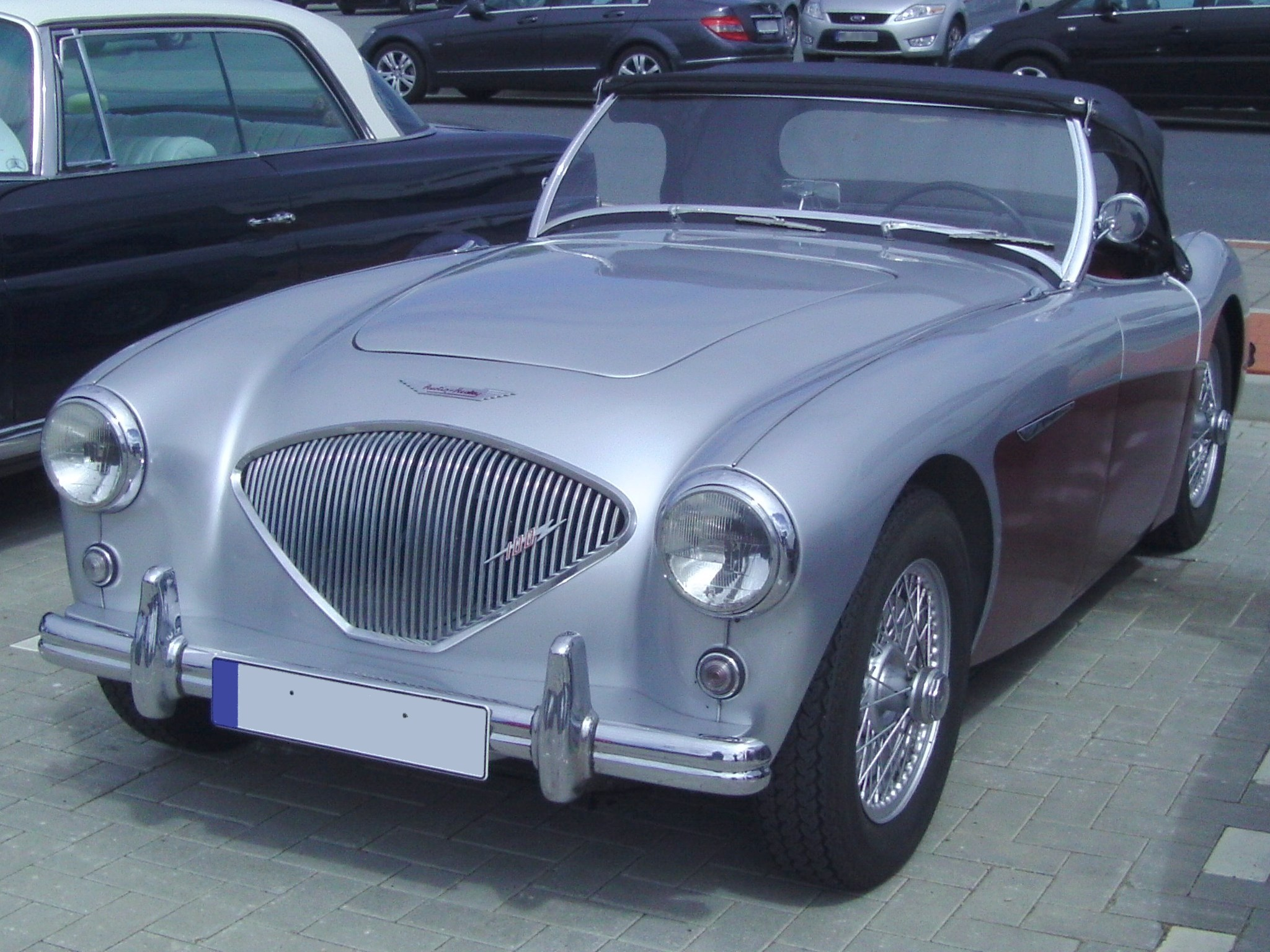
Austin-Healey 100: ez az utcai változat, nagyjából hasonló volt Macklin versenyautója

A Le Mans-i 24 órás megbízhatósági verseny jellegzetessége a mai napig, hogy eltérő géposztályba tartozó, különböző teljesítményű
járművek vannak egyidejűleg a pályán. Ez a kisebb teljesítményű versenygépeket vezető versenyzőknek külön feladatot jelent: figyelniük kell a jóval nagyobb sebességre képes autókat, amelyek hirtelen tűnnek fel mögöttük, és amelyeknek biztosítani kell azt, hogy a saját tempójukat tudják autózni. Lance Macklin Austin-Healey 100S(en) (valójában egy Austin-Healey Special Test Car) versenyautója egyike volt az ilyen, kisebb teljesítményű, alacsonyabb géposztályba tartozó gépkocsiknak, amelynek sem a végsebessége, sem a gyorsulása, sem a fékezési képessége nem volt a Mercedeshez vagy a Jaguarhoz mérhető. Ennek a baleset kapcsán különös jelentősége volt.

### A pálya

A Circuit de la Sarthe – lényegében azonos a vonalvezetése, mint 1955-ben

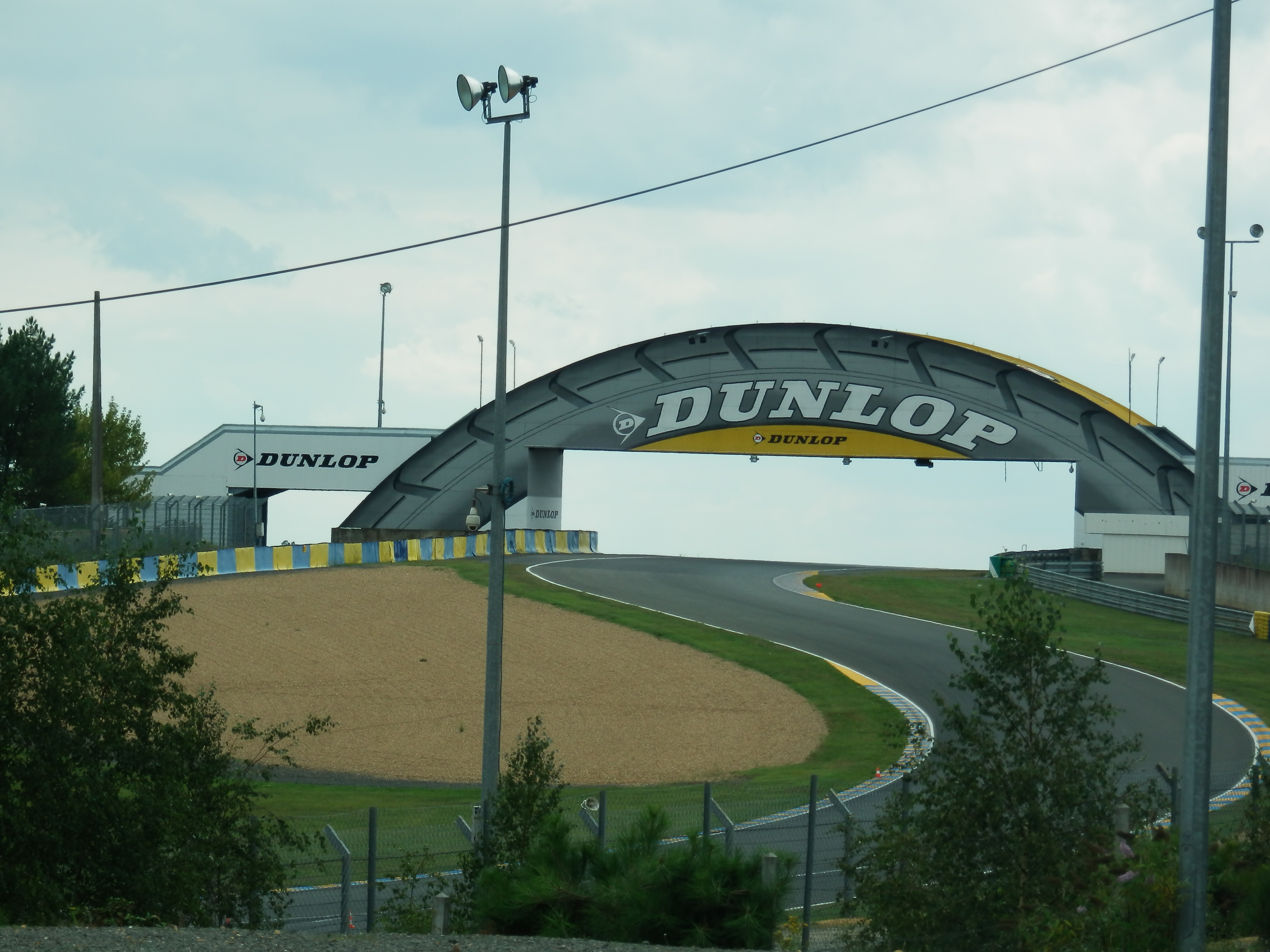
A pálya egyik védjegyévé vált Dunlop-híd 2011-ben

A Le Mans-iként elhíresült Circuit de la Sarthe autóversenypálya(fr) Le Mans település közelében, Sarthe megyében található, Le Mans, Mulsanne és Arnage települések között. Egy része épített pálya, más része közforgalmi országút, amelyet a versenyek idejére lezárnak. A pályát 1906-ban alakították ki, és az akkori nyomvonalat később, 1923-ban úgy módosították, hogy elkerülje Le Mans belvárosát (ahol eredetileg átvezetett), és az eredetileg 17 261 méteres távot lerövidítették 13 469 méteresre – ez a pályanyomvonal 1955 után is alig változott. 1955-ben már állt az aszfaltcsík felett átívelő, emblematikus Dunlop-híd, amely a mai napig meghatározó látképi eleme a pályának és a Le Mans-i 24 órás futamoknak is. A vonalvezetést jól jellemzi, hogy az itt rendezett versenyeken a versenyzők a táv 85%-án teljes gázzal mennek.
A versenypálya célegyenese is magán viselte az országútlét számos jegyét, elsősorban azzal, hogy ijesztően keskeny volt. Az út éppen csak kiszélesedett egy kicsit, hogy a menetirány szerinti jobb oldalon helyet adjon a bokszoknak. A bokszutca és a pálya között semmiféle elválasztás nem volt, a bokszutcát szinte arról lehetett csak felismerni, hogy autók és szerelők álltak az út szélén. Még csak felfestés sem volt, kivéve a „szálka”-rajt parkolóhelyeit jelző ferde vonalait. Ezen a szűk helyen a versenyautókat tankolták, kisebb javításokat végeztek rajtuk, kerekeket cseréltek, és a vezetők is váltották egymást, bár akkor még nem volt kötelező előírás, hogy egy versenyző legfeljebb négy órát vezethessen, mint ma. A bokszutca melletti szabad pálya kevesebb mint 4 méter széles volt, a szemközti oldalon pedig a lelátó és a legjobbnak számító helyek zsúfolásig megteltek nézőkkel.
Akkoriban a televízió még mindig újdonság volt, és a közvetítés nagyon gyerekcipőben járt még, az autóversenyzés azonban igen nagy népszerűségnek örvendett, és számos nemzet számára nemzeti ügynek számított. Nem csoda, hogy az 1955-ös Le Mans-i 24 órás futamra majdnem 250 ezer (más források szerint közel 300 ezer) ember látogatott ki! Ehhez képest a biztonság még a tízes–húszas évek pályáit idézte. Az út mentén a legtöbb helyen szalmabálák jelentették az óvintézkedést, és a nézők a pálya szélén, nem ritkán az aszfalt szegélyén állva buzdították a kedvenceiket. A veszélyesebb helyeken földhányásokat, sáncokat építettek, így előfordult, hogy a szerencsésen kisodródott (vagyis elhanyagolható mértékben, vagy egyáltalán nem sérült) versenyautót ásóval, lapáttal ásták ki a homokból, hogy folytatni tudja a futamot. A célegyenes egy kicsivel több figyelmet kapott: a nagy lelátókat a pálya bal oldalán épített földsánc volt hivatott védeni, amely mögött egy falécekből épített, alig mellmagasságig érő, fehér kerítés jelezte a nézőknek, hogy meddig merészkedhetnek. A lelátó és a kerítés között voltak a legizgalmasabb helyek, ahol a látogatók szinte áthatolhatatlan tömege állt, gyakran asztalokon, székeken, összeeszkábált emelvényeken – alig pár méterre a szédítő sebességgel száguldó, vagy épp a boksztól kihajtó versenyautóktól. A tragédia bekövetkezte szinte borítékolható volt, a mértéke azonban minden képzeletet felülmúlt. Ennek ellenére a verseny szinte népünnepélyjelleget öltött, nők, gyerekek, idősek és fiatalok egyaránt igyekeztek a helyszínen figyelni, átélni a különleges megmérettetést.

## A baleset

A baleset sematikus ábrája. (Fangio és Levegh rajtszáma tévesen, felcserélve szerepel rajta.)

A futam eleve furcsán kezdődött. Fangio ritka hibát vétett (a nadrágja beleakadt a sebességváltó karjába) és így Hawthorn ugrott az élre, mögötte az olasz Eugenio Castellotti 4-es rajtszámú Ferrarijával. A Mester azonban kíméletlenül üldözőbe vette őket. A következő órában ők hárman sorra döntötték a körrekordokat, egészen addig, míg Castellotti műszaki hiba miatt fel nem kellett adja a versenyt – előre vetítve a Ferrari 121LM autók végzetét.
A verseny már több mint két órája tartott, de még közel 21 óra volt belőle hátra. 18 óra 26 perckor, a 35. kör végén Mike Hawthorn a 6-os rajtszámú Jaguarral megelőzte a célegyenes felé közeledő Lance Macklin jóval lassabb, 26-os rajtszámú Austin-Healey 100S versenyautóját. Hawthorn azonban az utolsó pillanatban észrevette, hogy a szerelője a bokszba hívja tankolásra és kerékcserére, így jobbra húzott, és erőteljesen fékezett. Az Austin-Healey sokkal szerényebb képességű fékei nem tudták volna megfelelő mértékben lassítani az autót, és a Hawthornnal való ütközés elkerülése érdekében Macklin félrehúzta a kormányt. Az Austin-Healey jobbra tért, megingott, és Macklin korrigálni kényszerült, mire a kocsi balra sodródott. Közben figyelnie kellett, hogy a tetemes előnyt begyűjtő Jaguar mögött két Mercedes is igyekezett, elöl az éppen lekörözött 19-es rajtszámú kocsival Pierre Levegh, mögötte meglehetősen szorosan a 20-as kocsival Hawthornt üldöző Juan Manuel Fangio. Macklin harapófogóba került, és ennek volt köszönhető, hogy a kitérő manőver a feltétlenül szükségesnél valamivel szélesebbre sikerült. Levegh Mercedese balra tartva próbálta elkerülni az Austin-Healey-t, de a keskeny célegyenesben vészesen közeledett a pálya bal szélét határoló földsánc. A Mercedes ráfutott az Austin-Healey ék alakú, meredek hátsó részére, ami rámpaként dobta meg a közel 240 km/h sebességgel érkező versenyautót. Fangio időben lassítani tudott, és elkerülte az ütközést. Macklin kocsija az ütközéstől jobbra csapódott, elsodorva három embert és egynek a halálát okozva a bokszutca falának ütközött, újabbat pördült, és végül a bal oldalon, a lelátó előtt a sáncban állapodott meg. Macklin szerencséjére kisebb sérülésekkel (más források szerint sérülés nélkül) úszta meg a szerencsétlenséget.
Levegh Mercedese a levegőbe emelkedett, és orral előre forogni kezdett, miközben a kitérő manővernek köszönhetően a földsánc fölé került. Amikor a sáncra csapódott, a kerekei az ég felé álltak, és Leveghnek esélye sem volt. A versenyautó azonban beleakadt egy, a sánc mellett lévő lépcső beton mellvédjébe, és darabokra szakadt. Levegh teste tehetetlenül hullott a pályára, az autó darabjai pedig pörögve csapódtak a sánc közelében álló nézők közé. A gépháztető diszkoszként forogva a lelátó előtti, zsúfolt területre vágódott, több nézőt lefejezve, másoknak kezét, lábát csonkolva. A nehéz motor is súlyos sérüléseket okozva zuhant a nézőkre, az első futómű pedig buzogányként tarolt közöttük. A szétrepülő kisebb alkatrészek sokasága kartács gyanánt okozott sérüléseket. A Mercedes tartályában lévő speciális üzemanyag kiömlött a földsáncra, a pálya szélére, és a közönség közé is. A felforrósodott alkatrészek azonnal berobbantották, és hatalmas tűzgömbbé változtatták a roncsot. A kialakuló hőség olyan nagy volt, hogy elérte a magnézium gyulladási hőmérsékletét, és a karosszéria könnyűfém darabjai vakító fénnyel égni kezdtek.
Fangio szinte csodával határos módon kerülte el az ütközést. Később többször is elmondta, hogy Leveghnek köszönheti az életét, aki, amikor látta, hogy Macklin kocsiját nem lehet képes elkerülni, feltett kézzel jelezte, hogy lassítson. Az argentin Mester sikeresen kikerülte csapattársát, és éppen el tudott haladni a tehetetlenül sodródó Austin-Healey mellett is, megmenekülve a tragédiától.
Hawthorn bőven a neki kijelölt helyen túl állt csak meg. Mivel a bokszutcában tolatni már akkor is tilos volt, újraindult, és a következő körben állt ki, hogy átadja a vezetést társának, Ivor Buebnak.

## A baleset után
Levegh Mercedesének roncsa további veszélyes problémát rejtett, éppen a technikai fejlettsége, az Elektrum-karosszéria miatt. 
A pályán szolgálatot ellátó személyzet számára ismeretlen volt a magnéziumtartalmú ötvözet, és az oltást vízzel próbálták megkezdeni. A magnézium a víz hatására még hevesebben kezdett égni, és szikraesőt záporozott a közelben lévőkre. A kialakult helyzet teljesen váratlan volt, és egy manapság megdöbbentő megoldással válaszoltak a kihívásra: hagyták égni a roncsot, amely még órákkal később is ott lángolt a pálya mellett a sánc tetején. A gyönyörű Mercedesből csak a csőbölcsőváz és egy árva hátsó híd maradt, felismerhetetlenségig elégve. A nézők között háborús rémálmokat idéző állapotok uralkodtak: holttestek, levágott testrészek, fej nélküli torzók hevertek szerteszét, köztük súlyos és kevésbé súlyos sérültek várták a segítséget és kétségbeesett emberek próbálták fellelni hozzátartozóikat. Egyesek olyan súlyosan sérültek, hogy még az azonosításuk is lehetetlennek látszott.
A verseny szervezőinek nehéz döntéseket kellett hozniuk: leállítsák a futamot? Hogyan szervezzék meg a mentést? A pályához vezető utak viszonylag kis áteresztő képességére és a nézők nagy számára való tekintettel úgy vélték, hogy a verseny megszakítása miatt haza induló nézők hada hatalmas torlódásokhoz vezetne, ami a mentést végzők munkáját lehetetlenné tenné. Ezért úgy döntöttek, hogy nem szakítják meg a versenyt. A döntés helyességét azóta is rendszeresen vitatják.
Az azonban tény, hogy a pályán nem készültek ennyi sérült ellátására. Sehol sem készülnek fel ilyen balesetre, ahol százak szorulnak orvosi segítségre. A mentést azonnal megkezdték a versenyt biztosító rendőrök, tűzoltók. Levegh testét elvitték a pályáról, ahol közben folyt a verseny. Macklin Austin-Healey 100-asa hegyes szögben belógott a pályára, a hátulját félig lebontotta, félig alágyűrte az ütközés, és a bal hátsó kerékről még a gumi is eltűnt. Ezt az autót is át kellett vonszolniuk legalább a pálya másik oldalára, a bokszokhoz, ahol kevésbé jelentett további veszélyt. Felvételek vannak arról az erőfeszítésről, amit a mentés érdekében tettek, hirdetőtáblákat feszítettek le a helyükről, hogy hordágynak lehessen használni, és a mozgásra képes sérülteket igyekeztek biztonságba, elsősegélyhez kísérni. A súlyos sérülteket megkísérelték már a helyszínen ellátni. Későbbi felvételek tanúsága szerint a csatatérré vált nézőtéren papok tűntek fel, hogy a haldoklóknak feladják az utolsó kenetet, és lelki támaszt nyújtsanak az élőknek. A mentés órákig tartott.
A további pánik elkerülése érdekében nem mondták be a történteket az egyébként rendelkezésre álló hangosbemondón sem, így a pálya legtávolabbi szakaszán karneváli hangulatban ünnepelő nézők csak órák múlva tudták meg, amikor a Mercedes kiszállt a versenyből.

### A versenyzők
Macklin zaklatottan magyarázta főnökének, Donald Healeynek, hogy Hawthorn olyan erősen fékezett, hogy nem tudott mit tenni. Hawthornt okolta, és felháborodottságában "that bloody idiot"-nak (kb. "az az átkozott idióta") nevezte honfitársát. Healey alig tudta lecsillapítani.
Hawthorn a következő körben, amikor a bokszba ért, könnyek között szállt ki a Jaguarból, hogy átadja a helyét Buebnak. Megkereste Macklint, átkarolta a vállát, és bocsánatot kért.
"Oh my god, Lance, I’m terribly sorry. I bloody near killed you, and I killed all those people. I’m really sorry. I’m certainly never going to race again."

(„Istenem, Lance, rettenetesen sajnálom! Rohadtul kevés híján majdnem megöltelek, és megöltem ezt a rengeteg embert. Igazán sajnálom! Soha többé nem fogok versenyezni, az biztos!”)
Nem sokkal később már máshogyan viselkedett. Ezt azóta is sokan felhánytorgatják, pedig egyszerű és igencsak érthető oka van: a csapat vezetője, „Lofty” England leültette a sokkos állapotban lévő versenyzőjét, és kielemezték a történteket, hogy felmérjék, mennyiben volt valóban vétkes Hawthorn. England igen meggyőző és konok ember volt, aki elhatározta, hogy a Jaguar sikert arat, és ezért mindent megtett, de Hawthorn későbbi viselkedése nem egy pillanatnyi lelkizésre és „csapatmentésre” utal, hanem arra, hogy England valóban meggyőzte arról, hogy nem ő tehet a balesetről, és főleg nem a következmények mértékéről. A belga Paul Frère is messzemenőkig kiállt Hawthorn vétlensége mellett.
John Fitch, Levegh váltótársa a baleset pillanatában Levegh feleségével beszélgetett a csapat lakókocsijában, és később elmondta, hogy nem sok fogalmuk volt arról, hogy pár száz méterre előttük mi történt valójában. Az nyilvánvaló volt, hogy nagy baj van, de a mértékéről a versenyzők nem tudtak semmit. Fitch onnan tudta meg, milyen tragédia történt, hogy elment körülnézni, és fél füllel meghallotta, amikor a helyi rendőrség és a Life magazin(en) riportere több mint 60 halálos áldozatról beszél. A helyszínhez nem is jutott közel, csak néhány sérült csendőrnek és újságírónak segített, mielőtt Levegh özvegyéhez visszatért volna. Fitch volt az, aki elsőként cselekedni kezdett, és kezdeményezte, hogy lépjenek vissza a versenytől. A másik két Mercedesben Fangio és Moss, illetve Kling és Simon még versenyben volt, Moss két körrel – 27 kilométerrel – vezetett Hawthorn Jaguarja előtt. A második helyen a Peter Collins és Paul Frère vezette Aston Martin állt, a harmadikon pedig Ecurie Francorchamps a maga 3.4 literes Jaguar D-Type versenyautójával.

### A csapatok
Elsőként az Austin-Healey gárdája reagált: Donald Healey visszahívta a versenyzőit, és a lehető leghamarabb levonultak a pályáról, az első hajóval visszatértek Angliába. Fitch Alfred Neubauert(de) győzködte, hogy lépjenek vissza, rámutatva, hogy a második világháború nagyon is élő emlékének árnyékában nagyon rossz visszhangja lenne, ha a francia földön bekövetkezett, angol–német párviadalból keletkezett „mészárlás” után német csapat győzne – amire amúgy minden esélyük meg is volt. A csapat előbb azonban kapcsolatba lépett a Daimler-Benz AG stuttgarti központjával. A döntéshez a belső szabályzat szerint szükséges volt valamennyi cégvezető beleegyezésére, amit csak igen körülményesen sikerült elérni, ezért bő hat órával később, éjjel fél kettő – kettő körül jelentették be, hogy kegyeleti okokból nem folytatják a versenyt. (Két nap múlva megjelent olyan hír is, hogy a verseny szervezői kérték őket a folytatásra, a tömeg helyben tartása érdekében.) A 20-as Mercedes 300 SLR-t akkor éppen Stirling Moss vezette, és megnyugtató előnnyel tartotta az első helyet. A németek felszólították a Jaguart is, hogy kövesse példájukat, mivel szerintük Hawthorn felelőtlensége okozta a tragédiát. „Lofty” England, a csapatfőnök azonban máshogy látta a dolgokat: ha a Mercedesnek hat óra kellett rá, hogy a visszalépés mellett döntsön, az után, hogy az ő autójuk roncsai gyilkoltak meg több tucat nézőt, a Jaguarnak nincs oka rá, hogy látszatintézkedésekkel fedezze magát. A verseny vezetősége nem állította le a futamot, és a Jaguar lett az esélyes, kiváltképp Fangio és Moss visszalépése után. A Ferrari még versenyben volt, de Hawthorn és Bueb számára nem voltak ellenfelek.
Másnap az utolsó kör végén Hawthornt intette le a kockás zászló az egyetlen versenyben maradt Jaguarral, és a versenyek alatt viselt laza szabású cipzáras dzsekijéről és pöttyös csokornyakkendőjéről is elhíresült versenyző a győzelem hevében megfeledkezni látszott arról, mit okozott kevesebb mint egy napja. Fénykép is megörökítette, amint belekortyolt a győzelmi pezsgőbe, és fogadta a győztesnek kijáró ünneplést. A sajtót bejárta a kép, és valamelyik francia újság az alábbi szalagcímmel számolt be a tragikus balesetről:
"Cheers, Mr. Hawthorn."
(Egészségére, Mr. Hawthorn.)
Hawthorn életrajzából az tűnik ki, hogy a kép egy elkapott pillanat volt és nem ez jellemezte Hawthornt a győzelem után. A versenyen ráadásul további halálos baleset is történt, egy, az Arnage-kanyarban homoksáncba csapódó versenyautó is halálra gázolt egy nézőt. Az áldozatok alapjaiban változtatták meg az autóversenyzést – ha nem is azonnal, de örökre. A csapatok, szövetségek, szervezők és vezetők új színben kezdték el látni a biztonságot, és ez napjaink autóversenyzésére is kihat.

## A felelősség kérdése
Mai napig sokszor felmerül a tragédia kapcsán, hogy ki a felelős. A francia sajtó az említett fénykép által tovább tüzelt mélységes ellenszenvvel vádolta Mike Hawthornt a felelőtlen versenyzése és a hirtelen, kiszámíthatatlan fékezési manőver miatt. Első reakcióként Hawthorn is magát okolta, ezt Lance Macklinnek mondott szavai eléggé egyértelművé teszik. A rendőrségi vizsgálat azonban senkit nem nevezett meg bűnösként, hanem arra jutottak, hogy egy olyan versenybaleset történt, ami egymástól független, apró hibák előre nem látható és tragikus egybeeséseként vezettek a karambolhoz. Az áldozatok nagy számának elsődleges okaként a pálya alkalmatlanságát, korszerűtlenségét, és a nézőterek zsúfoltságát, szervezetlenségét állapították meg.
Lance Macklin már akkor Hawthornt hibáztatta, amikor az összetört kocsijától a csapatához ért. Hawthorn bocsánatkérése talán enyhített a dühén, de amikor később Hawthorn a könyvében őt tette felelőssé, Macklin beperelte. A per során talán igazságügyi vizsgálat és bírói döntés tehetett volna pontot a dolgok végére, de erre mégsem került sor Hawthorn halála miatt. A kérdés nyitva maradt. 2010-ben a tragédiáról szóló BBC filmben az akkor 92 éves Fitch is egyértelműen Hawthornt hibáztatta. A belga Paul Frère mindvégig kiállt Hawthorn vétlensége mellett és független baleseti helyszínelők is az ő véleményére jutottak, miszerint nem tett semmi váratlant vagy kiszámíthatatlant.
A francia közvélemény is megoszlott, és végül a Mercedest vezető, és balesetben elhunyt Pierre Levegh számlájára írták legtöbben az egészet. Ő volt az, aki nem tudta kikerülni az előtte haladó autót, és az ő kocsijának roncsai okozták a tömegbalesetet. A balesetben elhunyt Levegh természetesen nem tudta megvédeni magát. Fangio azonban kiállt mellette, és egy Life-interjúban elmondta, majd később is kitartott a véleménye mellett, hogy Leveghnek köszönhette az életét: a népszerű francia felemelt kézzel jelzett neki, hogy baj van, még mielőtt a karambol bekövetkezett volna, így Fangiónak esélye nyílt arra, hogy elkerülje az ütközést.
Még az is felmerült, hogy Fangio sem vétlen, hiszen ő vette fel a Hawthorn által elé vetett kesztyűt, és ő válaszolt az értelmetlenné fokozódó versengésre. A Jaguar másik vezetője, Bueb nem rendelkezett Hawthorn képességeivel, és semmi esélye nem volt Moss ellenében arra, hogy tartsa a Mercedesszel a tempót.

## A következmények

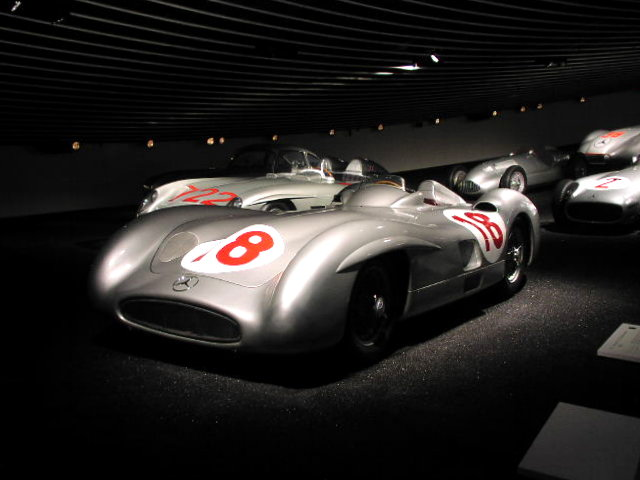
Mercedes Benz W196S 1955-ből, a hátsó Moss autója a Mille Migliáról

Az 1955-ös Le Mans-i 24 órás verseny alapjaiban rengette meg az autósportot. Franciaország betiltotta az autóversenyeket, amíg a pályákat nem sikerül biztonságosabbá tenni. A Le Mans-i célegyenes nagy lelátóját és a bokszokat lebontották, hogy a célegyenest kiszélesíthessék, és a teljes rajt-cél komplexumot újraépítették. Ez a bokszutca áthelyezésével is járt, azonban a bokszutcát továbbra sem választották le a célegyenestől. A pálya további biztonsági fejlesztést is kapott, és a 60-as években a zárt vezetőfülkés versenyautók kerültek többségbe, és a Le Mans-i 24 órás versenyek minden szempontból jelentősen megváltoztak.
Az 1956-os Le Mans-i 24 órás autóverseny előtt Mike Hawthorn bemutatta a pályát egy, a versenyautó végére szerelt kamerával, miközben Jaguarjával végighajtott rajta. A bejárás során, miközben nagy sebességgel kerülgette az úton közlekedő autókat, kerékpárokat, gyalogosokat, a ruhájára erősített mikrofonba mondta a kommentárt. Ennek során felhívta a figyelmet a pályán történt, nagyon jelentős korszerűsítésekre, és a messze a bokszok elé helyezett jelzőállásokra, ahol a versenyzőket értesíteni tudták a kiállásokról – a balesetet kiváltó hirtelen fékezésének az volt a közvetlen oka, hogy a bokszutca elején kapott csak jelzést. Az előretolt jelzőállás ezt a veszélyforrást szüntette meg. Egy rövid félmondat erejéig emlékezett meg Hawthorn a tragédiáról, amikor az ütközés helyszínéhez ért. „Itt történt tavaly az a borzalmas baleset” – jegyezte meg.

### Korlátozások, tilalmak, visszavonulások
A gyászos futam után Németország, Spanyolország, Olaszország és Svájc is betiltotta az autóversenyeket. Az előbbiek a franciákhoz hasonlóan feloldották a tilalmat, amikor úgy ítélték meg, hogy a biztonsági előírások már megfelelő védelmet nyújtanak a hasonló tragédiák ellen, Svájcban azonban azóta is érvényben van. Az Amerikai Egyesült Államokban a versenyeket felügyelő szervezet átalakításával reagáltak a történtekre, amelyben szintén a biztonság volt a fő cél. Az amerikai autógyárak is kivonultak az autóversenyzésből, legalábbis közvetlenül. Más kézben lévő csapatok révén, azok nevében valójában továbbra is indítottak autókat, immár a „gyári támogatás nélkül”.
Az, hogy a Daimler AG. azonnal kivonult az autóversenyzésből, tévedés. Az 1955-ös versenyeken még részt vettek, és az 1955-ös Brit Nagydíjon Stirling Moss nyert – először a Formula–1 történetében egy angol nyerte az angol futamot. A dán és a svéd versenyeket Fangio nyerte, és az évad végén harmadszorra is Formula–1-es világbajnok lett. A Mercedes Ezüst Nyilak nyerték a szicíliai Targa Floriót is, és csak 1955. október 25-én, a győztes versenyzők tiszteletére rendezett ceremónián hirdették ki, hogy az autósport áldozatainak emlékére kiszállnak a versenyzésből, és az utcai autók fejlesztésére fókuszálnak a továbbiakban.
A Mercedes név jó harminc évre eltűnt a versenypályákról, és csak az 1980-as évek közepén jelentek meg újra a túraautók és a WSPC-kategória mezőnyében. A Formula–1-be való visszatérésükre 1994-ig kellett várni, amikor az Ilmorral együttműködve, motorszállítóként csatlakoztak a Sauberhez. Az új korszak első Mercedes-feliratú autója 1995-ben gördült pályára, amikor a McLarennek szállítottak motort, és az első gyári Mercedes-csapat 2010-ben állt ki.
A németországi tiltás azt is jelentette, hogy a versenysorozat következő futama, ami a németországi Nürburgringen lett volna, elmaradt. De nem ez volt az egyetlen verseny, sőt. A rövid története alatt is nagy jelentőségűvé nőtt Carrera Panamericana(es), a Mexikóban rendezett technikás és veszélyes körverseny végleg megszűnt. Igaz, az öt évet és öt futamot felölelő történetét 25 halálos áldozat emléke árnyékolta be.

### A baleset hatása a passzív biztonság fejlesztésére

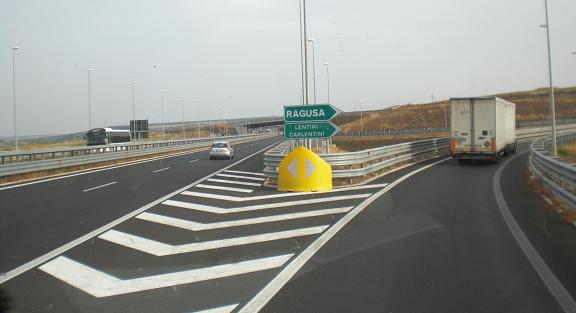
Fitch munkássága alapján kifejlesztett ütközésvédő a ragusai autópálya-kijáratnál

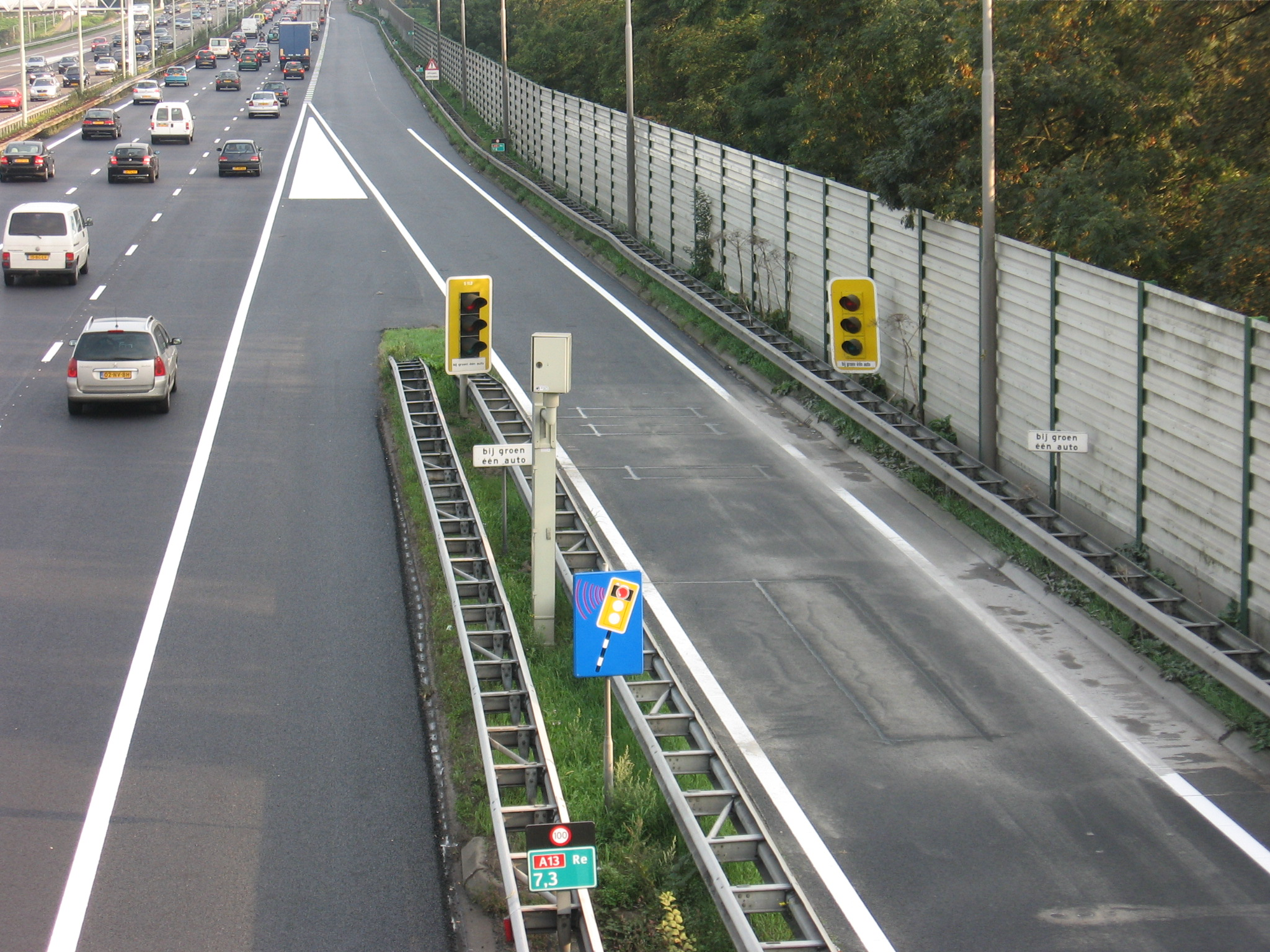
Energiaelnyelő szalagkorlátok a Delft-Észak autópálya-csomópontnál. Fitch találmányainak gyakorlati alkalmazása.

A baleset miatt John Fitch az 1955-ös szezon után a csapatvezetés felé fordult, és az energiája nagy részét a versenypályák és a közutak biztonságának növelésére áldozta. 1957-ben visszatért a volán mögé is, de autó- és motortervezéssel, és mindenekelőtt biztonsági megoldásokkal is foglalkozott. Találmányai elsődlegesen a becsapódások hatásának csillapítására, a felszabaduló erők elvezetésére és elnyelésére nyújtottak megoldást. A versenypályák energiaelnyelő falai, a gumikból és homokkal, vízzel, vagy más csillapító anyaggal töltött akadályok és elmozduló vagy deformálódó korlátok Fitch újításaiból fejlődtek ki. A Fitch Barriernek nevezett, rögzítetten telepített veszélyforrásoktól (oszlopoktól, hídpillérektől, stb.) védő rendszer elemei a mai napig szerves részei az amerikai közforgalmi autópályáknak. Ezek egy 2003-as számítás szerint az 1960-as évekbeli telepítésüktől számítva 17 ezer életet mentettek meg. A versenyzők fejének védelmére tett erőfeszítései a Formula–1-ben 2003-ban bevezetett HANS-rendszer(en) előfutárai. Az autókra szerelt, fejet védő eszközök (a 2017-ben bevezetni tervezett „glória”, vagy annak megfelelője) is Fitch Full Driver Capsule nevű találmányára vezethetők vissza. Végső soron a magyar autópályák leágazásainál lévő robusztus zöld energiaelnyelő műanyag akadályok, vagy akár a szalagkorlát is Fitch találmányai révén óvnak minket.

## A baleset a kultúrában
Az 1955-ös Le Mans-i szerencsétlenség rendszeresen visszatérő témája a motorsporttal foglalkozó nyomtatott és online sajtótermékeknek. A baleset résztvevőiről szóló életrajzi könyvek gyakran külön szakaszban, fejezetben foglalkoznak a balesettel és utóhatásaival.
A balesetet a Pathé Cinéma mozgófilmen is rögzítette, ám a fennmaradt beszámolókon a baleset maga nem látható, csak egy rövid bejátszás Levegh lángoló kocsijáról. A nézőtéren azonban valaki szintén felvette a történteket, és majdnem pont szemből mutatta be a karambolt. A felvétel hirtelen szakad meg, ahogy a készítője lebukik a repülő alkatrészek elől. Ez a nyilvánosságra került felvétel a legtöbb elemzés forrása, és megtalálható az interneten is.
2009-ben a BBC megbízásából a Bigger Picture Films készített egy közel egyórás, színes dokumentumfilmet Deadliest Crash: The 1955 Le Mans Disaster (A leghalálosabb ütközés: az 1955-ös Le Mans-i katasztrófa) címmel, amit a BBC Four tévécsatorna sugárzott először. A film a jelen szócikk írásakor az interneten is megtekinthető volt.

### Az Austin-Healey 100
2011-ben a Bonhams(en) aukciósház rekord összegért, 843 000 angol fontért (akkori értéken 1 300 000 dollárért) értékesítette Lance Macklin 1953-ban készült autóját, amit a baleset után 18 hónapra lefoglalt a francia hatóság. Az autó ezután visszakerült a Donald Healey Motor Company(en) műhelyébe, ahol kijavították. Onnan Derbybe került és David Buxton még az 1960-as években is versenyzett vele. Később fejlesztések tesztelésére használták egy ideig, majd 1969-ben egy Jack Scott nevű vásárlónak értékesítették. Így eltűnt az autóversenyek kedvelőinek látóteréből, további sorsa sokáig ismeretlen volt. Jack Scott mindig is szerette volna felújítani a már megvásárlásakor is siralmas állapotban lévő versenyautót, de erre sosem került sor, így ő maga vette fel a kapcsolatot a Bonhams egyik képviselőjével. 2011. december 1-én új felfedezésként, erősen leromlott állapotban (barn find conditions) kelt el, egy európai Austin-Healey-specialista gyűjtőhöz. Megőrizve régi, NOJ 393 forgalmi rendszámát, és megújulva a gondos, eredeti állapotát helyreállító felújítás során, az angliai veteránautós rendezvényeken tűnt fel mint az Austin-Healey 100 sorozat egyetlen megmaradt korai példánya, amelyben még az eredeti motor van. További érdekessége, hogy az Austin-Healey 100 négy Special Test Car prototípusának egyike volt, fontos szerepet játszott a 100S változat kifejlesztésében.
Még a balesetet megelőzően különleges szerep jutott a kocsinak, amely jelenlegi értékét a gyűjtők szemében tovább növeli. A NOJ 391 rendszámú Austin-Healey az 1953-as Le Mans-i futam gépátvétele után egy francia teherautóval ütközött, és olyan súlyosan sérült, hogy a csapat úgy döntött, csaláshoz folyamodik. Mivel a gépátvétel már megtörtént, nem lehetett volna autót cserélni, de bízva a szerencséjükben, lecserélték a két kocsin a rendszámokat. A csalásra nem derült fény és a versenyen mégis sikerült részt venniük.

## Ajánlott irodalom
- Almássy, Tibor. Autóversenyzők, versenyautók. Budapest: Sport (1975)